# Mwanza
Mwanza er en by i den nordlige del af Tanzania, med et indbyggertal (pr. 2015) på cirka  1.100.000. Byen er hovedstad i en region af samme navn, og ligger ved breden af Victoriasøen. 